# توره ینسن
توره جنسن (انگلیسی: Tore Jensen؛ زادهٔ ۱۹ مهٔ ۱۹۳۵) موسیقی‌دان اهل نروژ و  نوارنده  ترومپت، کورنت و فلوگل‌هورن است.